# اچ‌ام‌اس ترور (آی۰۳)
اچ‌ام‌اس ترور (آی۰۳) (به انگلیسی: HMS Terror (I03)) یک کشتی بود که طول آن ۳۸۰ فوت (۱۲۰ متر) بود. این کشتی در سال ۱۹۱۶ ساخته شد.